# ماموراس
ماموراس (به لاتین: Mamurras) یک منطقهٔ مسکونی در آلبانی است که در کوربئن واقع شده‌است. ماموراس ۷۵٫۷ کیلومتر مربع مساحت و ۱۵٬۲۸۴ نفر جمعیت دارد.